# Vicente Mosquera
Vicente Mosquera (* 9. Dezember 1979 in Panama-Stadt, Panama als Vicente Eduardo Mosquera) ist ein panamaischer Boxer im Superfedergewicht und Normalausleger. Er wurde von Rogelio Espi gemanagt und von Francisco Arroyo trainiert.

## Profi
Er blieb in seinen ersten 12 Kämpfen ungeschlagen. Ende April 2005 gewann er die WBA-Weltmeisterschaft. Diesen Gürtel konnte er ein Mal verteidigen und verlor ihn an Edwin Valero im August des darauffolgenden Jahres.